# Signale für das Zugpersonal
Signale für das Zugpersonal (Zp) sind optische oder akustische Signale zur Kommunikation zwischen dem Personal eines Eisenbahnzuges oder zwischen den Personalen mehrerer Züge.

## Signale in Deutschland
Im Signalbuch der Deutschen Bahn werden die Signale Zp 1 bis Zp 12 aufgeführt. Sie werden in die Gruppen Signale des Triebfahrzeugführers, Bremsprobesignale, Abfahrsignal und Türschließauftrag sowie Rufsignale eingeteilt:
| Signalbegriff                    | Signalbedeutung                                                               | Signalbeschreibung | Bild                             |
| Signale des Triebfahrzeugführers | Signale des Triebfahrzeugführers                                              | Signale des Triebfahrzeugführers | Signale des Triebfahrzeugführers |
| -------------------------------- | ----------------------------------------------------------------------------- | --- | -------------------------------- |
| Zp 1 – Achtungssignal            | Achtung.                                                                      | Ein mäßig langer Ton. Das Signal dient dazu, Aufmerksamkeit zu erregen oder zu bestätigen, dass ein Signalauftrag wahrgenommen wurde. |                                  |
| Zp 2                             | Handbremsen mäßig anziehen.                                                   | Ein kurzer Ton. |                                  |
| Zp 3                             | Handbremse stark anziehen.                                                    | Drei kurze Töne schnell hintereinander. |                                  |
| Zp 4                             | Handbremsen lösen.                                                            | Zwei mäßig lange Töne nacheinander. |                                  |
| Zp 5 – Notsignal                 | Beim Zug ist etwas Außergewöhnliches eingetreten – Bremsen und Hilfe leisten. | Mehrmals drei kurze Töne schnell nacheinander. Das Signal gilt für alle Mitarbeiter. |                                  |
| Bremsprobesignale                |                                                                               | |                                  |
| Zp 6                             | Bremse anlegen.                                                               | Handsignal, Tageszeichen: Beide Hände werden über dem Kopf zusammengeschlagen. Handsignal, Nachtzeichen: Die weißleuchtende Handlaterne wird mehrmals mit der rechten Hand in einem Halbkreis gehoben und senkrecht schnell gesenkt. Lichtsignal: Ein weißes Licht. |                                  |
| Zp 7                             | Bremse lösen.                                                                 | Handsignal, Tageszeichen: Eine Hand wird über dem Kopf mehrmals im Halbkreis hin- und hergeschwungen. Handsignal, Nachtzeichen: Die weißleuchtende Handlaterne wird über dem Kopf mehrmals im Halbkreis hin- und hergeschwungen. Lichtsignal: Zwei weiße Lichter senkrecht übereinander.                                                                                      |                                  |
| Zp 8                             | Bremse in Ordnung.                                                            | Handsignal, Tageszeichen: Beide Arme werden gestreckt senkrecht hochgehalten. Handsignal, Nachtzeichen: Die weiß leuchtende Handlaterne wird mehrmals in Form einer liegenden Acht bewegt. Lichtsignal: Drei weiße Lichter senkrecht übereinander. |                                  |
| Abfahrsignal, Türschließauftrag  |                                                                               | |                                  |
| Zp 9                             | Abfahren.                                                                     | Handsignal, Tageszeichen: Eine runde weiße Scheibe mit grünem Rand (Befehlsstab) oder das Nachtzeichen des Signals oder bei nichtbundeseigenen Eisenbahnen auch das Hochhalten einer Hand. Handsignal, Nachtzeichen: Ein grünes Licht. Lichtsignal: Ein grün leuchtender Ring oder ein senkrechter grüner Lichtstreifen (nur im Bereich der ehemaligen Deutschen Reichsbahn). |                                  |
| Zp 10 – Türschließauftrag        | Türen schließen.                                                              | Ein waagerechter, weißer Lichtstreifen oder ein weiß leuchtendes „T“ (nur im Bereich der ehemaligen Deutschen Bundesbahn). |                                  |
| Rufsignale                       |                                                                               | |                                  |
| Zp 11                            | Kommen.                                                                       | Ein langer, ein kurzer und ein langer Ton oder ein langes, ein kurzes und ein langes Lichtzeichen. Das Signal wird gegeben, um Mitarbeiter herbeizurufen oder auf Bahnhöfen ohne Einfahrsignal die Einfahrt eines Zuges zu veranlassen. |                                  |
| Zp 12                            | Grenzzeichenfrei.                                                             | Zwei kurze, ein langer und ein kurzer Ton. Wo örtlich vorgeschrieben, wird signalisiert, dass die Spitze oder der Schluss des Zuges grenzzeichenfrei steht. |                                  |